# Смит-Пелли, Деванте
Дева́нте Мали́к Смит-Пе́лли (англ. Devante Malik Smith-Pelly; род. 14 июня 1992, Скарборо, провинция Онтарио, Канада) — канадский хоккеист, нападающий. Обладатель Кубка Стэнли 2018 в составе «Вашингтон Кэпиталз».

## Карьера
Профессиональную карьеру уроженец пригорода Торонто Деванте Смит-Пелли начал в клубе ОХЛ «Миссиссога». В составе «Майоров» форвард провёл 3 года прежде, чем присоединиться к выбравшим его на драфте 2010 года «Анахайм Дакс».
В составе калифорнийского клуба дебютировал в декабре 2011 года, но твёрдое место в основном составе «Уток» получил только в сезоне 2014/15. В феврале 2015 года Деванте Смит-Пелли был обменян в «Монреаль Канадиенс» на Иржи Секача.
В 2019 году подписал контракт с клубом КХЛ «Куньлунь Ред Стар».
Объявил о завершении карьеры в 2022 году.

## Карьера в сборной
В составе юниорской региональной сборной Онтарио Деванте стал обладателем Мирового кубка вызова 2009 года. Позже Смит-Пелли вызывался в молодёжную сборную Канады; в её составе форвард завоевал бронзовые медали мирового первенства-2012.

## Достижения
- Региональная сборная Канада-Онтарио:

Обладатель Мирового кубка вызова: 2009
- Молодёжная сборная:

бронзовый призёр чемпионата мира: 2012
•  Обладатель Кубка Стэнли 2018 в составе «Вашингтон Кэпиталз».